# Lukovo (kommun)
Lukovo var en kommun (opština) i Nordmakedonien. Den låg i det som nu är kommunen Struga, i den västra delen av landet, 100 kilometer sydväst om huvudstaden Skopje.